# Liste der IATA-Codes/K
Diese Teilliste führt alle IATA-Flughafencodes auf, die mit „K“ beginnen, und enthält Informationen zu den bezeichneten Verkehrsknotenpunkten.

## KA
| IATA | ICAO | Flughafen                              | Ort            | Region             | Land                         |
| ---- | ---- | -------------------------------------- | -------------- | ------------------ | ---------------------------- |
| KAA  | FLKS |                                        | Kasama         | Nordprovinz        | Sambia                       |
| KAB  | FVKB | Flughafen Kariba                       | Kariba         | Mashonaland West   | Simbabwe                     |
| KAC  | OSKL | Flughafen Qamischli                    | Qamischli      | Al-Hasaka          | Syrien                       |
| KAD  | DNKA |                                        | Kaduna         | Kaduna             | Nigeria                      |
| KAE  | PAFE | Wasserflugzeugbasis Kake               | Kake           | Alaska             | Vereinigte Staaten           |
| KAF  |      |                                        | Karato         | Bougainville       | Papua-Neuguinea              |
| KAG  | RKNN |                                        | Gangneung      | Gangwon-do         | Südkorea                     |
| KAH  |      | Hubschrauberlandeplatz Melbourne       | Melbourne      | Victoria           | Australien                   |
| KAI  | SYKA |                                        | Kaieteur-Fälle | Potaro-Siparuni    | Guyana                       |
| KAJ  | EFKI | Flughafen Kajaani                      | Kajaani        | Oulu               | Finnland                     |
| KAK  |      |                                        | Kar            | Southern Highlands | Papua-Neuguinea              |
| KAL  | PAKV |                                        | Kaltag         | Alaska             | USA                          |
| KAM  | OYKM | Flugplatz Kamaran                      | Kamaran        | al-Hudaida         | Jemen                        |
| KAN  | DNKN | Internationaler Flughafen Mallam Aminu | Kano           | Kano               | Nigeria                      |
| KAO  | EFKS | Flughafen Kuusamo                      | Kuusamo        | Oulu               | Finnland                     |
| KAP  | FZSK |                                        | Kapanga        | Lualaba            | Demokratische Republik Kongo |
| KAQ  |      |                                        | Kamulai        | Morobe             | Papua-Neuguinea              |
| KAR  | SYKM |                                        | Kamarang       | Cuyuni-Mazaruni    | Guyana                       |
| KAS  | FYKB | Flugplatz Karasburg                    | Karasburg      | ǁKaras             | Namibia                      |
| KAT  | NZKT |                                        | Kaitaia        | Northland          | Neuseeland                   |
| KAU  | EFKA |                                        | Kauhava        | Westfinnland       | Finnland                     |
| KAV  | SVKA |                                        | Kavanayen      | Bolívar            | Venezuela                    |
| KAW  | VYKT |                                        | Kawthaung      | Tanintharyi        | Myanmar                      |
| KAX  | YKBR |                                        | Kalbarri       | Western Australia  | Australien                   |
| KAY  | NFNW |                                        | Wakaya         | Eastern            | Fidschi                      |
| KAZ  | WAMK |                                        | Kaoe           | Maluku Utara       | Indonesien                   |

## KB
| IATA | ICAO | Flughafen                                   | Ort             | Region             | Land                         |
| ---- | ---- | ------------------------------------------- | --------------- | ------------------ | ---------------------------- |
| KBA  | GFKB | Flugplatz Kabala                            | Kabala          | Northern           | Sierra Leone                 |
| KBB  |      |                                             | Kirkimbie       | Northern Territory | Australien                   |
| KBC  |      |                                             | Birch Creek     | Alaska             | Vereinigte Staaten           |
| KBD  |      |                                             | Kimberly Downs  | Western Australia  | Australien                   |
| KBE  |      | Wasserflugzeugbasis Bell Island Hot Springs | Bell Island     | Alaska             | Vereinigte Staaten           |
| KBF  |      |                                             | Karubaga        | Papua              | Indonesien                   |
| KBG  | HUKF |                                             | Murchison Falls | Norden             | Uganda                       |
| KBH  | OPKL | Flugplatz Buzwagi-Mine                      | Kahama          | Shinyanga          | Tansania                     |
| KBI  | FKKB |                                             | Kribi           | Sud                | Kamerun                      |
| KBJ  | YKCA |                                             | Kings Canyon    | Northern Territory | Australien                   |
| KBK  | VEKI | Flughafen Kushinagar                        | Kushinagar      | Uttar Pradesh      | Indien                       |
| KBL  | OAKB | Internationaler Flughafen Kabul             | Kabul           | Kabul              | Afghanistan                  |
| KBM  |      |                                             | Kabwum          | Morobe             | Papua-Neuguinea              |
| KBN  | FZWT |                                             | Kabinda         | Lomami             | Demokratische Republik Kongo |
| KBO  | FZRM |                                             | Kabalo          | Tanganyika         | Demokratische Republik Kongo |
| KBP  | UKBB | Flughafen Kiew-Boryspil                     | Kiew            | Kiew               | Ukraine                      |
| KBQ  | FWKG |                                             | Kasungu         | Zentralregion      | Malawi                       |
| KBR  | WMKC | Flughafen Sultan Ismail Petra               | Kota Bharu      | Kelantan           | Malaysia                     |
| KBS  | GFBO | Flugplatz Bo                                | Bo              | Southern           | Sierra Leone                 |
| KBT  | –    | Flugplatz Kaben                             | Kaben           | Maloelap           | Marshallinseln               |
| KBU  | WRBK |                                             | Kotabaru        | Kalimantan Selatan | Indonesien                   |
| KBV  | VTSG | Flughafen Krabi                             | Krabi           | Südthailand        | Thailand                     |
| KBW  |      | Wasserflugzeugbasis Chignik Bay             | Chignik         | Alaska             | Vereinigte Staaten           |
| KBX  |      |                                             | Kambuaya        | Papua              | Indonesien                   |
| KBY  | YKBY |                                             | Streaky Bay     | South Australia    | Australien                   |
| KBZ  | NZKI |                                             | Kaikoura        | Canterbury         | Neuseeland                   |

## KC
| IATA | ICAO | Flughafen                             | Ort                | Region             | Land                |
| ---- | ---- | ------------------------------------- | ------------------ | ------------------ | ------------------- |
| KCA  | ZWKC |                                       | Kuqa               | Xinjiang           | Volksrepublik China |
| KCB  |      |                                       | Kasikasima         | Sipaliwini         | Suriname            |
| KCC  |      | Wasserflugzeugbasis Coffman Cove      | Coffman Cove       | Alaska             | Vereinigte Staaten  |
| KCE  | YCSV |                                       | Collinsville       | Queensland         | Australien          |
| KCG  |      | Flughafen Chignik Fisheries           | Chignik            | Alaska             | Vereinigte Staaten  |
| KCH  | WBGG | Internationaler Flughafen Kuching     | Kuching            | Sarawak            | Malaysia            |
| KCK  | UIKK | Flughafen Kirensk                     | Kirensk            | Irkutsk            | Russland            |
| KCL  |      | Flugplatz Chignik Lagoon              | Chignik Lagoon     | Alaska             | Vereinigte Staaten  |
| KCM  | LTCN | Flughafen Kahramanmaraş               | Kahramanmaraş      | Kahramanmaraş      | Türkei              |
| KCN  |      | Wasserflugzeugbasis Chernofski Harbor | Chernofski Harbor  | Alaska             | Vereinigte Staaten  |
| KCO  | LTBQ | Flughafen Kocaeli-Cengiz Topel        | İzmit              | Marmararegion      | Türkei              |
| KCP  |      |                                       | Kamjanez-Podilskyj | Chmelnyzkyj        | Ukraine             |
| KCQ  | PAJC | Flughafen Chignik                     | Chignik            | Alaska             | Vereinigte Staaten  |
| KCR  |      |                                       | Colorado Creek     | Alaska             | Vereinigte Staaten  |
| KCS  | YKCS | Kings Creek Station                   | Kings Creek        | Northern Territory | Australien          |
| KCT  | VCCK | Flughafen Koggala                     | Galle              | Südprovinz         | Sri Lanka           |
| KCU  | HUMI |                                       | Masindi            | Masindi            | Uganda              |
| KCZ  | RJOK | Flughafen Kōchi                       | Kōchi              | Shikoku            | Japan               |

## KD
| IATA | ICAO | Flughafen                    | Ort           | Region             | Land               |
| ---- | ---- | ---------------------------- | ------------- | ------------------ | ------------------ |
| KDA  | GODK | Flugplatz Kolda              | Kolda         | Kolda              | Senegal            |
| KDB  | YKBL |                              | Kambalda      | Western Australia  | Australien         |
| KDC  | DBBK | Flugplatz Kandi              | Kandi         | Alibori            | Benin              |
| KDD  | OPKH |                              | Khuzdar       | Belutschistan      | Pakistan           |
| KDE  |      |                              | Koroba        | Southern Highlands | Papua-Neuguinea    |
| KDG  |      |                              | Kardschali    | Kardschali         | Bulgarien          |
| KDH  | OAKN | Flughafen Kandahar           | Kandahar      | Kandahar           | Afghanistan        |
| KDI  | WAWW | Flughafen Haluoleo (Kendari) | Kendari       | Sulawesi Tenggara  | Indonesien         |
| KDJ  | FOGJ |                              | Ndjolé        | Moyen-Ogooué       | Gabun              |
| KDK  | PAKD | Kommunaler Flughafen Kodiak  | Kodiak        | Alaska             | Vereinigte Staaten |
| KDL  | EEKA | Flughafen Kärdla             | Kärdla        | Hiiumaa            | Estland            |
| KDM  | VRMT | Flughafen Kaadedhdhoo        | Kaadedhdhoo   | Gaafu Dhaalu       | Malediven          |
| KDN  | FOGE |                              | Ndende        | Ngounié            | Gabun              |
| KDO  | VRMK | Flughafen Kadhdhoo           | Kadhdhoo      | Laamu              | Malediven          |
| KDP  |      |                              | Kandep        | Enga               | Papua-Neuguinea    |
| KDR  |      |                              | Kandrian      | West New Britain   | Papua-Neuguinea    |
| KDS  |      |                              | Kamaran Downs | Queensland         | Australien         |
| KDT  | VTBK | Flughafen Kamphaeng Saen     | Nakhon Pathom | Zentralthailand    | Thailand           |
| KDU  | OPSD | Flughafen Skardu             | Skardu        | Gilgit-Baltistan   | Pakistan           |
| KDV  | NFKD | Flughafen Kadavu             | Kadavu        | Eastern            | Fidschi            |
| KDX  | HSLI | Flughafen Kaduqli            | Kaduqli       | Dschanub Kurdufan  | Sudan              |

## KE
| IATA | ICAO | Flughafen                          | Ort           | Region                | Land                         |
| ---- | ---- | ---------------------------------- | ------------- | --------------------- | ---------------------------- |
| KEA  | UTAE | Flughafen Kerki                    | Kerki         | Lebap                 | Turkmenistan                 |
| KEB  | –    | Nanwalek Airport                   | Nanwalek      | Alaska                | Vereinigte Staaten           |
| KEC  | FZQG | Flugplatz Kasenga                  | Kasenga       | Haut-Katanga          | Demokratische Republik Kongo |
| KED  | GQNK | Flugplatz Kaédi                    | Kaédi         | Gorgol                | Mauretanien                  |
| KEE  | FCOK | Flugplatz Kellé                    | Kellé         | Cuvette-Ouest         | Republik Kongo               |
| KEF  | BIKF | Flughafen Keflavík                 | Reykjavík     | Suðurnes              | Island                       |
| KEG  | –    | Flugplatz Keglsugl                 | Keglsugl      | Chimbu                | Papua-Neuguinea              |
| KEH  | –    | Kenmore Air Harbor                 | Kenmore       | Washington            | Vereinigte Staaten           |
| KEI  | WAKP | Flugplatz Kepi                     | Kepi          | Papua                 | Indonesien                   |
| KEJ  | UNEE | Flughafen Kemerowo                 | Kemerowo      | Sibirien              | Russland                     |
| KEK  | –    | Ekwok Airport                      | Ekwok         | Alaska                | Vereinigte Staaten           |
| KEL  | EDHK | Flugplatz Kiel-Holtenau            | Kiel          | Schleswig-Holstein    | Deutschland                  |
| KEM  | EFKE | Flughafen Kemi-Tornio              | Kemi / Tornio | Lappland              | Finnland                     |
| KEN  | GFKE | Flugplatz Kenema                   | Kenema        | Kenema                | Sierra Leone                 |
| KEO  | DIOD | Flughafen Odienné                  | Odienné       | Denguélé              | Elfenbeinküste               |
| KEP  | VNNG | Flughafen Nepalganj                | Nepalganj     | Lumbini               | Nepal                        |
| KEQ  | WASE | Flugplatz Kebar                    | Kebar         | Papua Barat           | Indonesien                   |
| KER  | OIKK | Flughafen Kerman                   | Kerman        | Kerman                | Iran                         |
| KES  | CZEE | Kelsey Airport                     | Kelsey        | Manitoba              | Kanada                       |
| KET  | VYKG | Flughafen Keng Tung                | Keng Tung     | Shan-Staat            | Myanmar                      |
| KEU  | HKKE | Flugplatz Keekorok                 | Masai Mara    | Narok                 | Kenia                        |
| KEV  | EFHA | Flughafen Halli Kuorevesi          | Halli         | Jämsä, Mittelfinnland | Finnland                     |
| KEW  | –    | Keewaywin Airport                  | Keewaywin     | Ontario               | Kanada                       |
| KEX  | –    | Flugplatz Kanabea                  | Kanabea       | Gulf                  | Papua-Neuguinea              |
| KEY  | HKKR | Kericho Airport                    | Kericho       | Kericho               | Kenia                        |
| KEZ  | –    | Kelani River-Peliyagoda Waterdrome | Colombo       | Westprovinz           | Sri Lanka                    |

## KF
| IATA | ICAO | Flughafen                      | Ort        | Region             | Land               |
| ---- | ---- | ------------------------------ | ---------- | ------------------ | ------------------ |
| KFA  | GQNF | Flugplatz Kiffa                | Kiffa      | Assaba             | Mauretanien        |
| KFE  | YFDF | Fortescue Dave Forrest Airport | Cloudbreak | Western Australia  | Australien         |
| KFG  | YKKG | Flugplatz Kalkgurung           | Kalkgurung | Northern Territory | Australien         |
| KFP  | PAKF | Flugplatz False Pass           | False Pass | Alaska             | Vereinigte Staaten |
| KFS  | LTAL | Flughafen Kastamonu            | Kastamonu  | Schwarzmeerregion  | Türkei             |
| KFZ  | LAKU | Flughafen Kukës                | Kukës      | Kukës              | Albanien           |

## KG
| IATA | ICAO | Flughafen                       | Ort                | Region                                       | Land                         |
| ---- | ---- | ------------------------------- | ------------------ | -------------------------------------------- | ---------------------------- |
| KGA  | FZUA | Flughafen Kananga               | Kananga            | Kasaï-Central                                | Demokratische Republik Kongo |
| KGB  | AYOE | Flugplatz Konge                 | Konge              | Morobe                                       | Papua-Neuguinea              |
| KGC  | YKSC | Kingscote Airport               | Kingscote          | South Australia                              | Australien                   |
| KGD  | UMKK | Flughafen Kaliningrad           | Kaliningrad        | Kaliningrad                                  | Russland                     |
| KGE  | AGKG | Flugplatz Kaghau                | Insel Kaghau       | Choiseul                                     | Salomonen                    |
| KGF  | UAKK | Flughafen Qaraghandy Sary-Arka  | Qaraghandy         | Qaraghandy                                   | Kasachstan                   |
| KGG  | GOTK | Flugplatz Kédougou              | Kédougou           | Kédougou                                     | Senegal                      |
| KGH  | AYJO | Flugplatz Yongai                | Yongai             | Central                                      | Papua-Neuguinea              |
| KGI  | YPKG | Kalgoorlie-Boulder Airport      | Kalgoorlie-Boulder | Western Australia                            | Australien                   |
| KGJ  | FWKA | Flughafen Karonga               | Karonga            | Nordregion                                   | Malawi                       |
| KGK  | PAJZ | Koliganek Airport               | Koliganek          | Alaska                                       | Vereinigte Staaten           |
| KGL  | HRYR | Flughafen Kigali                | Kigali             | –                                            | Ruanda                       |
| KGM  | AYIM | Flugplatz Kungim                | Kungim             | Western                                      | Papua-Neuguinea              |
| KGN  | ?    | Flugplatz Kasongo-Lunda         | Kasongo-Lunda      | Kwango                                       | Demokratische Republik Kongo |
| KGO  | UKKG | ehemaliger Flughafen Kirowohrad | Kropywnyzkyj       | Oblast Kirowohrad                            | Ukraine                      |
| KGP  | USRK | Flughafen Kogalym               | Kogalym            | Autonomer Kreis der Chanten und Mansen/Jugra | Russland                     |
| KGR  | YKUL | Kulgera Airport                 | Kulgera            | Northern Territory                           | Australien                   |
| KGS  | LGKO | Flughafen Kos                   | Kos                | Südliche Ägäis                               | Griechenland                 |
| KGT  | ZUKD | Flughafen Kangding              | Kangding           | Sichuan                                      | Volksrepublik China          |
| KGU  | WBKG | Flughafen Keningau              | Keningau           | Sabah                                        | Malaysia                     |
| KGW  | –    | Flugplatz Kagi                  | Kagi               | Central                                      | Papua-Neuguinea              |
| KGX  | PAGX | Grayling Airport                | Grayling           | Alaska                                       | Vereinigte Staaten           |
| KGY  | YKRY | Kingaroy Airport                | Kingaroy           | Queensland                                   | Australien                   |
| KGZ  | –    | Glacier Creek Airport           | -                  | Alaska                                       | Vereinigte Staaten           |

## KH
| IATA | ICAO | Flughafen            | Ort                 | Region                 | Land                    |
| ---- | ---- | -------------------- | ------------------- | ---------------------- | ----------------------- |
| KHA  |      |                      | Piranschahr         | West-Aserbaidschan     | Iran                    |
| KHC  | URFK | Flughafen Kertsch    | Kertsch             | Krim                   | Ukraine                 |
| KHD  |      |                      | Khorramabad         | Lorestan               | Iran                    |
| KHE  |      |                      | Mykolajiw           | Oblast Mykolajiw       | Ukraine                 |
| KHG  | ZWSH | Flughafen Kaschgar   | Kaschgar            | Xinjiang               | Volksrepublik China     |
| KHH  | RCKH | Flughafen Kaohsiung  | Kaohsiung           | Kaohsiung              | Republik China (Taiwan) |
| KHI  | OPKC | Flughafen Karatschi  | Karatschi           | Sindh                  | Pakistan                |
| KHJ  | EFKJ |                      | Kauhajoki           | Westfinnland           | Finnland                |
| KHK  | OIBQ |                      | Charg               | Buschehr               | Iran                    |
| KHL  | VGKN |                      | Khulna              | Khulna                 | Bangladesch             |
| KHM  | VYKI |                      | Kham Ti             | Sagaing                | Myanmar                 |
| KHN  | ZSCN |                      | Nanchang            | Jiangxi                | Volksrepublik China     |
| KHO  |      |                      | Chaskowo            | Oblast Chaskowo        | Bulgarien               |
| KHR  |      |                      | Charchorin          | Öwörchangai            | Mongolei                |
| KHS  | OOKB | Flughafen Chasab     | al-Chasab           | Musandam               | Oman                    |
| KHT  | OAKS |                      | Khost               | Khost                  | Afghanistan             |
| KHU  |      |                      | Krementschuk        | Oblast Poltawa         | Ukraine                 |
| KHV  | UHHH | Flughafen Chabarowsk | Chabarowsk          | Region Chabarowsk      | Russland                |
| KHW  | FBKR | Khwai River Lodge    | Moremi-Wildreservat | Ghanzi                 | Botswana                |
| KHZ  |      |                      | Kauehi              | Französisch-Polynesien | Frankreich              |

## KI
| IATA | ICAO | Flughafen                             | Ort             | Region           | Land                         |
| ---- | ---- | ------------------------------------- | --------------- | ---------------- | ---------------------------- |
| KIA  |      |                                       | Kaiapit         | Morobe           | Papua-Neuguinea              |
| KIC  | KKIC |                                       | King City       | Kalifornien      | Vereinigte Staaten           |
| KID  | ESMK |                                       | Kristianstad    | Skåne län        | Schweden                     |
| KIE  | AYKT |                                       | Kieta           | Bougainville     | Papua-Neuguinea              |
| KIF  | CNM5 |                                       | Kingfisher Lake | Ontario          | Kanada                       |
| KIG  |      |                                       | Koingnaas       | Nordkap          | Südafrika                    |
| KIH  | OIBK |                                       | Kisch           | Hormozgan        | Iran                         |
| KII  |      |                                       | Kibuli          | Western          | Papua-Neuguinea              |
| KIJ  | RJSN | Flughafen Niigata                     | Niigata         | Honshū           | Japan                        |
| KIK  | ORKK |                                       | Kirkuk          | Kurdistan        | Irak                         |
| KIL  |      |                                       | Kilwa           | Haut-Katanga     | Demokratische Republik Kongo |
| KIM  | FAKM | Flughafen Kimberley                   | Kimberley       | Nordkap          | Südafrika                    |
| KIN  | MKJP | Flughafen Norman Manley International | Kingston        | Surrey           | Jamaika                      |
| KIO  | –    | Flugplatz Kili                        | Kili            | Kili             | Marshallinseln               |
| KIP  | KCWC | Sheppard Air Force Base               | Wichita Falls   | Texas            | Vereinigte Staaten           |
| KIQ  |      |                                       | Kira            | Oro              | Papua-Neuguinea              |
| KIR  | EIKY | Flughafen Kerry                       | Killarney       | Munster (Irland) | Irland                       |
| KIS  | HKKI | Flughafen Kisumu                      | Kisumu          | Nyanza           | Kenia                        |
| KIT  | LGKC |                                       | Kythira         | Attika           | Griechenland                 |
| KIU  |      |                                       | Kiunga          | Coast            | Kenia                        |
| KIW  | FLSO |                                       | Kitwe           | Copperbelt       | Sambia                       |
| KIX  | RJBB | Flughafen Kansai                      | Osaka           | Honshū           | Japan                        |
| KIY  | HTKI |                                       | Kilwa Masoko    | Lindi            | Tansania                     |
| KIZ  |      |                                       | Kikinonda       | Oro Province     | Papua-Neuguinea              |

## KJ
| IATA | ICAO | Flughafen                   | Ort                 | Region             | Land            |
| ---- | ---- | --------------------------- | ------------------- | ------------------ | --------------- |
| KJA  | UNKL | Flughafen Jemeljanowo       | Krasnojarsk         | Region Krasnojarsk | Russland        |
| KJB  | VOKU | Flughafen Kurnool           | Kurnool             | Andhra Pradesh     | Indien          |
| KJK  | EBKT | Flughafen Kortrijk-Wevelgem | Kortrijk / Wevelgem | Flandern           | Belgien         |
| KJP  | ROKR | Flughafen Kerama            | Kerama-Inseln       | Präfektur Okinawa  | Japan           |
| KJU  | –    | Flugplatz Kamiraba          | Kamiraba            | New Ireland        | Papua-Neuguinea |

## KK
| IATA | ICAO | Flughafen                     | Ort         | Region                 | Land                         |
| ---- | ---- | ----------------------------- | ----------- | ---------------------- | ---------------------------- |
| KKA  | PAKK | Flughafen Koyuk               | Koyuk       | Alaska                 | Vereinigte Staaten           |
| KKB  |      | Wasserflugplatz Kitoi Bay     | Kitoi Bay   | Alaska                 | Vereinigte Staaten           |
| KKC  | VTUK | Flughafen Khon Kaen           | Khon Kaen   | Khon Kaen              | Thailand                     |
| KKD  | AYKI | Flugplatz Kokoda              | Kokoda      | Oro Province           | Papua-Neuguinea              |
| KKE  | NZKK |                               | Kerikeri    | Northland              | Neuseeland                   |
| KKG  |      |                               | Konawaruk   | Potaro-Siparuni        | Guyana                       |
| KKH  | PADY | Flughafen Kongiganak          | Kongiganak  | Alaska                 | Vereinigte Staaten           |
| KKI  |      | Wasserflugplatz Akiachak      | Akiachak    | Alaska                 | Vereinigte Staaten           |
| KKJ  | RJFR | Flughafen Kitakyūshū          | Kitakyūshū  | Präfektur Fukuoka      | Japan                        |
| KKM  | VTBL |                               | Lop Buri    | Lop Buri               | Thailand                     |
| KKN  | ENKR | Flughafen Kirkenes            | Kirkenes    | Finnmark               | Norwegen                     |
| KKO  | NZKO |                               | Kaikohe     | Northland              | Neuseeland                   |
| KKP  |      |                               | Koolburra   | Queensland             | Australien                   |
| KKR  |      |                               | Kaukura     | Französisch-Polynesien | Frankreich                   |
| KKT  |      | Kommunaler Flughafen Kentland | Kentland    | Indiana                | Vereinigte Staaten           |
| KKU  |      | Flughafen Ekuk                | Ekuk        | Alaska                 | Vereinigte Staaten           |
| KKW  | FZCA |                               | Kikwit      | Kwilu                  | Demokratische Republik Kongo |
| KKX  |      |                               | Kikai-shima | Präfektur Kagoshima    | Japan                        |
| KKY  | EIKL |                               | Kilkenny    | County Kilkenny        | Irland                       |
| KKZ  | VDKK |                               | Koh Kong    | Koh Kong               | Kambodscha                   |

## KL
| IATA | ICAO | Flughafen                             | Ort           | Region           | Land                         |
| ---- | ---- | ------------------------------------- | ------------- | ---------------- | ---------------------------- |
| KLB  |      | Flughafen Kalabo                      | Kalabo        |                  | Sambia                       |
| KLC  |      | Flugplatz Kaolack                     | Kaolack       |                  | Senegal                      |
| KLD  | UUEM | Militärflugplatz Migalowo             | Twer          | Oblast Twer      | Russland                     |
| KLE  |      | Flughafen Kaélé                       | Kaélé         |                  | Kamerun                      |
| KLF  |      | Flughafen Kaluga                      | Kaluga        | Oblast Kaluga    | Russland                     |
| KLG  |      | Flughafen Kalskag                     | Upper Kalskag | Alaska           | USA                          |
| KLH  |      | Flughafen Kolhapur                    | Kolhapur      | Maharashtra      | Indien                       |
| KLI  | FZFP | Flughafen Kotakoli                    | Kotakoli      | Nord-Ubangi      | Demokratische Republik Kongo |
| KLJ  |      | Flughafen Klaipėda                    | Klaipėda      |                  | Litauen                      |
| KLK  |      | Flughafen Kalokol                     | Kalokol       | Turkana District | Kenia                        |
| KLL  |      | Flugplatz Levelock                    | Levelock      | Alaska           | USA                          |
| KLN  |      | Flugplatz Larsen Bay                  | Larsen Bay    | Alaska           | USA                          |
| KLO  | RPVK | Kalibo Airport                        | Kalibo        | Aklan            | Philippinen                  |
| KLP  |      | Flugplatz Kelp Bay                    | Kelp Bay      | Alaska           | USA                          |
| KLQ  |      | Flughafen Keluang                     | Keluang       |                  | Indonesien                   |
| KLR  |      | Flughafen Kalmar                      | Kalmar        | Småland          | Schweden                     |
| KLS  |      | Southwest Washington Regional Airport | Kelso         | Washington       | USA                          |
| KLU  | LOWK | Flughafen Klagenfurt                  | Klagenfurt    | Kärnten          | Österreich                   |
| KLV  | LKKV | Flughafen Karlsbad                    | Karlsbad      |                  | Tschechien                   |
| KLW  |      | Flugplatz Klawock                     | Klawock       | Alaska           | USA                          |
| KLX  |      | Flughafen Kalamata                    | Kalamata      | Peloponnes       | Griechenland                 |
| KLY  |      | Flughafen Kalima                      | Kalima        |                  | Demokratische Republik Kongo |
| KLZ  |      | Flughafen Kleinzee                    | Kleinzee      | Nordkap          | Südafrika                    |

## KM
| IATA | ICAO | Flughafen                           | Ort                       | Region           | Land                         |
| ---- | ---- | ----------------------------------- | ------------------------- | ---------------- | ---------------------------- |
| KMA  | AYKM | Flughafen Kerema                    | Kerema                    | Gulf             | Papua-Neuguinea              |
| KMB  | –    | Flugplatz Koinambe                  | Koinambe                  | Jiwaka           | Papua-Neuguinea              |
| KMC  | OEKK | Flughafen King Khalid Military City | King Khalid Military City | asch-Scharqiyya  | Saudi-Arabien                |
| KME  | HRZA | Flughafen Kamembe                   | Cyangugu                  | Westprovinz      | Ruanda                       |
| KMF  | –    | Flugplatz Kamina                    | Kamina                    | Gulf             | Papua-Neuguinea              |
| KMG  | ZPPP | Flughafen Kunming-Changshui         | Kunming                   | Yunnan           | Volksrepublik China          |
| KMH  | FAKU | Johan Pienaar Airport               | Kuruman                   | Nordkap          | Südafrika                    |
| KMI  | RJFM | Flughafen Miyazaki                  | Miyazaki                  | Kyūshū           | Japan                        |
| KMJ  | RJFT | Flughafen Kumamoto                  | Kumamoto                  | Kyūshū           | Japan                        |
| KMK  | FCPA | Flughafen Makabana                  | Makabana                  | Niari            | Republik Kongo               |
| KML  | YKML | Flugplatz Kamileroi                 | Kamileroi                 | Queensland       | Australien                   |
| KMM  | –    | Flugplatz Kimaam                    | Kimaam                    | Papua            | Indonesien                   |
| KMN  | FZSB | Flughafen Kamina                    | Kamina                    | Haut-Lomami      | Demokratische Republik Kongo |
| KMO  | PAMB | Manokotak Airport                   | Manokotak                 | Alaska           | USA                          |
| KMP  | FYKT | Flughafen Keetmanshoop              | Keetmanshoop              | ǁKaras           | Namibia                      |
| KMQ  | RJNK | Flughafen Komatsu                   | Komatsu                   | Chūbu            | Japan                        |
| KMR  | AYRI | Flugplatz Karimui                   | Karimui                   | Chimbu           | Papua-Neuguinea              |
| KMS  | DGSI | Kumasi Airport                      | Kumasi                    | Ashanti Region   | Ghana                        |
| KMT  | –    | Flughafen Kampot                    | Kampot                    | Kampot           | Kambodscha                   |
| KMU  | HCMK | Flughafen Kismaayo                  | Kismaayo                  | Jubbada Hoose    | Somalia                      |
| KMV  | VYKL | Kalaymyo Airport                    | Kalay                     | Sagaing-Division | Myanmar                      |
| KMW  | UUBA | Flughafen Kostroma                  | Kostroma                  | Kostroma         | Russland                     |
| KMX  | OEKM | King Khalid Air Base                | Chamis Muschait           | Asir             | Saudi-Arabien                |
| KMY  | –    | Moser Bay Seaplane Base             | Moser Bay                 | Alaska           | USA                          |
| KMZ  | FLKO | Flughafen Kaoma                     | Kaoma                     | Westprovinz      | Sambia                       |

## KN
| IATA | ICAO | Flughafen                | Ort               | Region               | Land                         |
| ---- | ---- | ------------------------ | ----------------- | -------------------- | ---------------------------- |
| KNA  | SCVM | Flughafen Viña del Mar   | Viña del Mar      | Región de Valparaíso | Chile                        |
| KNB  | KKNB | Kanab Municipal Airport  | Kanab             | Utah                 | USA                          |
| KND  | FZOA | Flughafen Kindu          | Kindu             | Maniema              | Demokratische Republik Kongo |
| KNE  | AYKJ | Flugplatz Kanainj        | Kanainj           | Madang               | Papua-Neuguinea              |
| KNF  | EGYM | RAF Marham               | King’s Lynn       | Norfolk              | Großbritannien               |
| KNG  | WASK | Flughafen Kaimana        | Kaimana           | Papua Barat          | Indonesien                   |
| KNH  | RCBS | Flughafen Kinmen         | Kinmen            |                      | Taiwan                       |
| KNI  | YKNG | Flughafen Katanning      | Katanning         | Western Australia    | Australien                   |
| KNJ  | FCBK | Flugplatz Kindamba       | Kindamba          | Pool                 | Republik Kongo               |
| KNK  | PFKK | Kokhanok Airport         | Kokhanok          | Alaska               | USA                          |
| KNL  | –    | Kelanoa Airport          | Kelanoa           | Morobe Province      | Papua-Neuguinea              |
| KNM  | FZTK | Flugplatz Kaniama        | Kaniama           | Haut-Lomami          | Demokratische Republik Kongo |
| KNN  | GUXD | Flugplatz Kankan         | Kankan            | Kankan               | Guinea                       |
| KNO  | WIMM | Flughafen Kuala Namu     | Medan             | Sumatra Utara        | Indonesien                   |
| KNP  | FNCP | Flughafen Capanda        | Talsperre Capanda | Malanje              | Angola                       |
| KNQ  | NWWD | Flughafen Koné           | Koné              | Nordprovinz          | Neukaledonien                |
| KNR  | OIBJ | Flughafen Kangan         | Kangan            | Buschehr             | Iran                         |
| KNS  | YKII | King Island Airport      | Currie            | Tasmanien            | Australien                   |
| KNT  | KTKX | Kennett Memorial Airport | Kennett           | Missouri             | USA                          |
| KNU  | VIKA | Flughafen Kanpur         | Kanpur            | Uttar Pradesh        | Indien                       |
| KNW  | PANW | Flugplatz New Stuyahok   | New Stuyahok      | Alaska               | USA                          |
| KNX  | YPKU | Flughafen Kununurra      | Kununurra         | Western Australia    | Australien                   |
| KNZ  | GAKA | Flugplatz Kenieba        | Kéniéba           | Kayes                | Mali                         |

## KO
| IATA | ICAO | Flughafen                             | Ort                             | Region                     | Land                         |
| ---- | ---- | ------------------------------------- | ------------------------------- | -------------------------- | ---------------------------- |
| KOA  | PHKO | Kona International Airport at Keahole | Kailua-Kona                     | Hawaii                     | USA                          |
| KOC  | NWWK | Flughafen Koumac                      | Koumac                          | Nordprovinz                | Neukaledonien                |
| KOD  | –    | Flugplatz Kota Bangun                 | Kota Bangun                     | Kalimantan Timur           | Indonesien                   |
| KOE  | WATT | Flughafen Kupang                      | Kupang                          | Nusa Tenggara Timur        | Indonesien                   |
| KOF  | FAKP | Komatipoort Airport                   | Komatipoort                     | Mpumalanga                 | Südafrika                    |
| KOG  | VLKG | Flugplatz Don Khong                   | Don Khong                       | Champasak                  | Laos                         |
| KOH  | YKLA | Koolatah Airport                      | Koolatah                        | Queensland                 | Australien                   |
| KOI  | EGPA | Flughafen Kirkwall                    | Kirkwall                        | Orkney Islands, Schottland | Großbritannien               |
| KOJ  | RJFK | Flughafen Kagoshima                   | Kagoshima                       | Kagoshima                  | Japan                        |
| KOK  | EFKK | Flughafen Kokkola-Pietarsaari         | Kokkola / Jakobstad             | Österbotten                | Finnland                     |
| KOL  | –    | ehemaliger Flugplatz Koumala          | Koumala                         | Bamingui-Bangoran          | Zentralafrikanische Republik |
| KOM  | –    | Flughafen Komo-Manda                  | Komo                            | Hela                       | Papua-Neuguinea              |
| KON  | –    | Flugplatz Kon Tum                     | Kon Tum                         | Kon Tum                    | Vietnam                      |
| KOO  | FZRQ | Flughafen Kongolo                     | Kongolo                         | Tanganyika                 | Demokratische Republik Kongo |
| KOP  | VTUW | Flughafen Nakhon Phanom               | Nakhon Phanom                   | Nakhon Phanom              | Thailand                     |
| KOQ  | EDCK | Flugplatz Köthen                      | Köthen                          | Sachsen-Anhalt             | Deutschland                  |
| KOR  | –    | Flugplatz Kakoro                      | Kakoro                          | Gulf Province              | Papua-Neuguinea              |
| KOS  | VDSV | Flughafen Sihanouk                    | Sihanoukville, vorm. Kompongsom | Sihanoukville              | Kambodscha                   |
| KOT  | PFKO | Kotlik Airport                        | Kotlik                          | Alaska                     | USA                          |
| KOU  | FOGK | Flughafen Koulamoutou                 | Koulamoutou                     | Ogooué-Lolo                | Gabun                        |
| KOV  | UACK | Flughafen Kökschetau                  | Kökschetau                      | Aqmola                     | Kasachstan                   |
| KOW  | ZSGZ | Flughafen Ganzhou                     | Ganzhou                         | Jiangxi                    | China                        |
| KOX  | WABN | Flugplatz Kokonao                     | Kokonao                         | Mimika, Papua              | Indonesien                   |
| KOY  | –    | Olga Bay Seaplane Base                | Olga Bay                        | Alaska                     | USA                          |
| KOZ  | –    | Ouzinkie Airport                      | Ouzinkie                        | Alaska                     | USA                          |

## KP
| IATA | ICAO | Flughafen                         | Ort           | Region                                             | Land            |
| ---- | ---- | --------------------------------- | ------------- | -------------------------------------------------- | --------------- |
| KPA  | AYKG | Flugplatz Kopiago                 | Kopiago       | Hela                                               | Papua-Neuguinea |
| KPB  | –    | Point Baker Seaplane Base         | Point Baker   | Alaska                                             | USA             |
| KPC  | PAPC | Port Clarence Coast Guard Station | Port Clarence | Alaska                                             | USA             |
| KPE  | –    | Flugplatz Yapsiei                 | Yapsiei       | Sandaun                                            | Papua-Neuguinea |
| KPF  | AYDL | Flugplatz Kondubol                | Kondubol      | Western                                            | Papua-Neuguinea |
| KPG  | –    | Flugplatz Kurupung                | Kurupung      | Cuyuni-Mazaruni                                    | Guyana          |
| KPI  | WBGP | Flugplatz Kapit                   | Kapit         | Sarawak                                            | Malaysia        |
| KPL  | –    | Flugplatz Kapal                   | Kapal         | Western                                            | Papua-Neuguinea |
| KPM  | AYAQ | Flugplatz Kompiam                 | Kompiam       | Enga                                               | Papua-Neuguinea |
| KPN  | PAKI | Kipnuk Airport                    | Kipnuk        | Alaska                                             | USA             |
| KPO  | RKTH | Flughafen Pohang                  | Pohang        | Gyeongsangbuk-do                                   | Südkorea        |
| KPP  | YKPR | Kalpowar Airport                  | Kalpowar      | North Burnett Region, Queensland                   | Australien      |
| KPR  | –    | Port Williams Seaplane Base       | Port Williams | Alaska                                             | USA             |
| KPS  | YKMP | Kempsey Airport                   | Kempsey       | New South Wales                                    | Australien      |
| KPT  | –    | Jackpot Airport                   | Jackpot       | Nevada                                             | USA             |
| KPV  | PAPE | Perryville Airport                | Perryville    | Alaska                                             | USA             |
| KPW  | UHMK | Flugplatz Keperwejem              | Keperwejem    | Bilibinski rajon, Autonomer Kreis der Tschuktschen | Russland        |
| KPY  | –    | Port Bailey Seaplane Base         | Port Bailey   | Kodiak Island Borough, Alaska                      | USA             |

## KQ
| IATA | ICAO | Flughafen            | Ort        | Region            | Land            |
| ---- | ---- | -------------------- | ---------- | ----------------- | --------------- |
| KQA  | PAUT | Flugplatz Akutan     | Akutan     | Alaska            | USA             |
| KQH  | VIKG | Flughafen Kishangarh | Kishangarh | Rajasthan         | Indien          |
| KQL  | –    | Flugplatz Kol        | Kol        | Jiwaka            | Papua-Neuguinea |
| KQR  | YKAR | Karara Airport       | Karara     | Western Australia | Australien      |
| KQT  | UTDT | Flughafen Bochtar    | Bochtar    | Chatlon           | Tadschikistan   |

## KR
| IATA | ICAO | Flughafen                                 | Ort               | Region             | Land                         |
| ---- | ---- | ----------------------------------------- | ----------------- | ------------------ | ---------------------------- |
| KRA  |      | Flughafen Kerang                          | Kerang            | Victoria           | Australien                   |
| KRB  |      | Flughafen Karumba                         | Karumba           | Queensland         | Australien                   |
| KRC  | WIPH | Flughafen Depati Parbo                    | Kabupaten Kerinci | Jambi              | Indonesien                   |
| KRD  |      |                                           | Kurundi           | Northern Territory | Australien                   |
| KRE  | HBBO | Flughafen Kirundo                         | Kirundo           | Kirundo            | Burundi                      |
| KRF  |      | Flughafen Kramfors                        | Kramfors          | Västernorrlands    | Schweden                     |
| KRG  |      |                                           | Karasabai         |                    | Guyana                       |
| KRH  |      |                                           | Redhill           | England            | Großbritannien               |
| KRI  |      |                                           | Kikori            |                    | Papua-Neuguinea              |
| KRJ  |      |                                           | Karawari          |                    | Papua-Neuguinea              |
| KRK  |      | Flughafen Johannes Paul II. Krakau-Balice | Krakau            | Kleinpolen         | Polen                        |
| KRL  |      |                                           | Korla             | Xinjiang           | China                        |
| KRM  |      |                                           | Karanambo         |                    | Guyana                       |
| KRN  |      | Flughafen Kiruna                          | Kiruna            | Norrbottens        | Schweden                     |
| KRO  |      | Flughafen Kurgan                          | Kurgan            | Oblast Kurgan      | Russland                     |
| KRP  |      | Flughafen Karup                           | Karup             | Midtjylland        | Dänemark                     |
| KRQ  |      | Flughafen Kramatorsk                      | Kramatorsk        | Donezk             | Ukraine                      |
| KRR  |      | Flughafen Krasnodar                       | Krasnodar         | Region Krasnodar   | Russland                     |
| KRS  |      | Flughafen Kristiansand                    | Kristiansand      | Agder              | Norwegen                     |
| KRT  |      | Flughafen Khartum                         | Khartum           | al-Chartum         | Sudan                        |
| KRU  |      | Kerua Airport                             | Kerua             |                    | Papua-Neuguinea              |
| KRV  |      |                                           | Kerio Valley      |                    | Kenia                        |
| KRW  |      | Flughafen Türkmenbaşy                     | Türkmenbaşy       | Balkan             | Turkmenistan                 |
| KRX  |      |                                           | Karkar            | Madang             | Papua-Neuguinea              |
| KRY  |      | Flughafen Karamay                         | Karamay           | Xinjiang           | China                        |
| KRZ  |      | Flughafen Kiri                            | Kiri              |                    | Demokratische Republik Kongo |

## KS
| IATA | ICAO | Flughafen               | Ort           | Region               | Land            |
| ---- | ---- | ----------------------- | ------------- | -------------------- | --------------- |
| KSA  | PTSA | Flughafen Kosrae        | Kosrae        | Kosrae               | Mikronesien     |
| KSB  |      |                         | Kasanombe     |                      | Papua-Neuguinea |
| KSC  |      | Flughafen Košice        | Košice        | Královéhradecký kraj | Slowakei        |
| KSD  |      | Flughafen Karlstad      | Karlstad      | Värmlands län        | Schweden        |
| KSE  |      |                         | Kasese        |                      | Uganda          |
| KSF  |      | Flughafen Kassel-Calden | Kassel        | Hessen               | Deutschland     |
| KSG  |      |                         | Kisengan      |                      | Papua-Neuguinea |
| KSH  |      |                         | Kermānschāh   | Kermānschāh          | Iran            |
| KSI  | GUKU | Flugplatz Kissidougou   | Kissidougou   | Kissidougou          | Guinea          |
| KSJ  |      |                         | Kasos         | Kreta                | Griechenland    |
| KSK  | ESKK | Flugplatz Karlskoga     | Karlskoga     | Örebro län           | Schweden        |
| KSL  | HSKA | Flughafen Kassala       | Kassala       | Kassala              | Sudan           |
| KSM  | PASM | St Mary’s Airport       | St. Marys     | Alaska               | USA             |
| KSN  | UAUU | Flughafen Qostanai      | Qostanai      | Qostanai             | Kasachstan      |
| KSO  |      |                         | Kastoria      | Westmakedonien       | Griechenland    |
| KSP  |      |                         | Kosipe        |                      | Papua-Neuguinea |
| KSQ  |      |                         | Qarshi        | Qashqadaryo          | Usbekistan      |
| KSR  |      | Sandy River Airport     | Sandy River   | Alaska               | USA             |
| KSS  |      |                         | Sikasso       | Sikasso              | Mali            |
| KST  |      | Flughafen Kosti         | Rabak         | an-Nil al-abyad      | Sudan           |
| KSU  |      | Flughafen Kristiansund  | Kristiansund  | Møre og Romsdal      | Norwegen        |
| KSV  |      |                         | Springvale    | Queensland           | Australien      |
| KSW  |      |                         | Kiryat Shmona | North District       | Israel          |
| KSX  |      |                         | Yasuru        |                      | Papua-Neuguinea |
| KSY  |      | Kars Airport            | Kars          | Kars                 | Türkei          |
| KSZ  |      | Flughafen Kotlas        | Kotlas        | Oblast Archangelsk   | Russland        |

## KT
| IATA | ICAO | Flughafen                       | Ort                   | Region             | Land            |
| ---- | ---- | ------------------------------- | --------------------- | ------------------ | --------------- |
| KTA  |      | Flughafen Karratha              | Karratha              | Western Australia  | Australien      |
| KTB  |      | Thorne Bay Seaplane Base        | Thorne Bay            | Alaska             | USA             |
| KTC  |      | Flugplatz Katiola               | Katiola               |                    | Elfenbeinküste  |
| KTD  |      |                                 | Kita-daitō            | Okinawa            | Japan           |
| KTE  |      |                                 | Kerteh                | Terengganu         | Malaysia        |
| KTF  |      |                                 | Tākaka                | Tasman             | Neuseeland      |
| KTG  |      |                                 | Ketapang              | West Kalimantan    | Indonesien      |
| KTH  |      |                                 | Tikchik Lodge         | Alaska             | USA             |
| KTI  |      |                                 | Kratie                | Kratie             | Kambodscha      |
| KTK  |      |                                 | Kanua                 |                    | Papua-Neuguinea |
| KTL  |      |                                 | Kitale                | Trans-Nzoia        | Kenia           |
| KTM  |      | Flughafen Kathmandu             | Kathmandu (Tribhuvan) |                    | Nepal           |
| KTN  |      | Ketchikan International Airport | Ketchikan             | Alaska             | USA             |
| KTO  |      |                                 | Kato                  |                    | Guyana          |
| KTP  |      |                                 | Kingston              |                    | Jamaika         |
| KTR  |      |                                 | Katherine             | Northern Territory | Australien      |
| KTS  |      | Brevig Mission Airport          | Brevig Mission        | Alaska             | USA             |
| KTT  |      | Flughafen Kittilä               | Kittilä               | Lappland           | Finnland        |
| KTU  |      |                                 | Kota                  | Rajasthan          | Indien          |
| KTV  |      |                                 | Kamarata              |                    | Venezuela       |
| KTW  |      | Katowice-Pyrzowice              | Katowice              |                    | Polen           |
| KTX  |      |                                 | Koutiala              | Sikasso            | Mali            |
| KTY  |      | Terror Bay Seaplane Base        |                       | Alaska             | USA             |

## KU
| IATA | ICAO | Flughafen                          | Ort             | Region                 | Land            |
| ---- | ---- | ---------------------------------- | --------------- | ---------------------- | --------------- |
| KUA  | WMKD | Flughafen Kuantan                  | Kuantan         | Pahang                 | Malaysia        |
| KUC  | NGKT | Flugplatz Kuria                    | Kuria           | Gilbertinseln          | Kiribati        |
| KUD  | WBKT | Flughafen Kudat                    | Kudat           | Sabah                  | Malaysia        |
| KUE  | AGKU | Kukundu Airport                    | Kolombangara    | Western                | Salomonen       |
| KUF  | UWWW | Flughafen Samara                   | Samara          | Samara                 | Russland        |
| KUG  | YKUG | Kubin Airport                      | Kubin           | Moa Island, Queensland | Australien      |
| KUH  | RJCK | Flughafen Kushiro                  | Kushiro         | Hokkaidō               | Japan           |
| KUK  | PFKA | Kasigluk Airport                   | Kasigluk        | Alaska                 | USA             |
| KUL  | WMKK | Kuala Lumpur International Airport | Kuala Lumpur    | –                      | Malaysia        |
| KUM  | RJFC | Flughafen Yakushima                | Yakushima       | Yakushima, Kagoshima   | Japan           |
| KUN  | EYKA | Flughafen Kaunas                   | Kaunas          | Kaunas                 | Litauen         |
| KUO  | EFKU | Flughafen Kuopio                   | Kuopio          | Nordsavo               | Finnland        |
| KUP  | –    | Flugplatz Kupiano                  | Kupiano         | Central                | Papua-Neuguinea |
| KUQ  | AYKU | Flugplatz Kuri                     | Kuri            | Gulf                   | Papua-Neuguinea |
| KUR  | OARZ | Flugplatz Kuran va Munjan          | Kuran va Munjan | Badachschan            | Afghanistan     |
| KUS  | BGKK | Flughafen Kulusuk                  | Kulusuk         | Sermersooq             | Grönland        |
| KUT  | UGKO | Flughafen Kopitnari                | Kutaissi        | Imeretien              | Georgien        |
| KUU  | VIBR | Flughafen Kullu-Bhuntar            | Kullu           | Himachal Pradesh       | Indien          |
| KUV  | RKJK | Flughafen Gunsan                   | Gunsan          | Jeollabuk-do           | Südkorea        |
| KUX  | –    | Flugplatz Kuyol                    | Kuyol           | Western                | Papua-Neuguinea |
| KUY  | AYKS | Flugplatz Kamusi                   | Kamusi          | Western                | Papua-Neuguinea |

## KV
| IATA | ICAO | Flughafen                 | Ort             | Region                           | Land            |
| ---- | ---- | ------------------------- | --------------- | -------------------------------- | --------------- |
| KVA  | LGKV | Flughafen Kavala          | Kavala          | Ostmakedonien und Thrakien       | Griechenland    |
| KVB  | ESGR | Flugplatz Skövde          | Skövde          | Västra Götalands län             | Schweden        |
| KVC  | PAVC | King Cove Airport         | King Cove       | Alaska                           | USA             |
| KVD  | UBBG | Flughafen Ganja           | Gandscha        | –                                | Aserbaidschan   |
| KVE  | –    | Flugplatz Kitava          | Kitava          | Milne Bay Province               | Papua-Neuguinea |
| KVG  | AYKV | Flughafen Kavieng         | Kavieng         | New Ireland Province             | Papua-Neuguinea |
| KVK  | ULMK | Flughafen Kirowsk/Apatity | Kirowsk/Apatity | Oblast Murmansk                  | Russland        |
| KVL  | PAVL | Kivalina Airport          | Kivalina        | Alaska                           | USA             |
| KVM  | UHMO | Flughafen Markowo         | Markowo         | Autonomer Kreis der Tschuktschen | Russland        |
| KVO  | LYKV | Flughafen Kraljevo        | Kraljevo        | Raška                            | Serbien         |
| KVR  | UHWK | Flughafen Kawalerowo      | Kawalerowo      | Primorje                         | Russland        |
| KVU  | –    | Korolevu Seaplane Base    | Korolevu        | Western Division                 | Fidschi         |
| KVX  | USKK | Flughafen Kirow           | Kirow           | Oblast Kirow                     | Russland        |

## KW
| IATA | ICAO | Flughafen                        | Ort                               | Region                | Land                         |
| ---- | ---- | -------------------------------- | --------------------------------- | --------------------- | ---------------------------- |
| KWA  | PKWA | Militärflugplatz Bucholz         | Kwajalein                         | Kwajalein             | Marshallinseln               |
| KWB  | WAHU | Flughafen Karimunjawa            | Karimunjawa-Inseln                | Jawa Tengah           | Indonesien                   |
| KWD  | –    | Flugplatz Kavadja                | Kavadja                           | Haute-Kotto           | Zentralafrikanische Republik |
| KWE  | ZUGY | Flughafen Guiyang                | Guiyang                           | Guizhou               | China                        |
| KWF  | –    | Waterfall Seaplane Base          | Waterfall (Prince-of-Wales-Insel) | Alaska                | USA                          |
| KWG  | UKDR | Flughafen Krywyj Rih             | Krywyj Rih                        | Oblast Dnipropetrowsk | Ukraine                      |
| KWH  | OAHN | Flugplatz Chwahan                | Chwahan                           | Badachschan           | Afghanistan                  |
| KWI  | OKBK | Internationaler Flughafen Kuwait | Kuwait                            | al-Farwaniyya         | Kuwait                       |
| KWJ  | RKJJ | Flughafen Gwangju                | Gwangju                           | Jeollanam-do          | Südkorea                     |
| KWK  | PAGG | Kwigillingok Seaplane Base       | Kwigillingok                      | Alaska                | USA                          |
| KWL  | ZGKL | Flughafen Guilin-Liangjiang      | Guilin                            | Guangxi               | Volksrepublik China          |
| KWM  | YKOW | Kowanyama Airport                | Kowanyama                         | Queensland            | Australien                   |
| KWN  | PAQH | Quinhagak Airport                | Quinhagak                         | Alaska                | USA                          |
| KWO  | AYKW | Flugplatz Kawito                 | Kawito                            | Western Province      | Papua-Neuguinea              |
| KWP  | –    | West Point Village Seaplane Base | Kodiak Island Borough             | Alaska                | USA                          |
| KWR  | –    | Flugplatz Kwai Harbour           | Kwai Harbour                      | Malaita               | Salomonen                    |
| KWS  | AGKW | Flugplatz Kwailabesi             | Kwailabesi                        | Malaita               | Salomonen                    |
| KWT  | PFKW | Kwethluk Airport                 | Kwethluk                          | Alaska                | USA                          |
| KWV  | –    | Flugplatz Kurwina                | Kurwina                           | Bougainville          | Papua-Neuguinea              |
| KWX  | –    | Flugplatz Kiwai                  | Kiwai                             | Western Province      | Papua-Neuguinea              |
| KWY  | –    | Flugplatz Kiwayu                 | Kiwayu                            | Lamu                  | Kenia                        |
| KWZ  | FZQM | Flugplatz Kolwezi                | Kolwezi                           | Lualaba               | Demokratische Republik Kongo |

## KX
| IATA | ICAO | Flughafen                    | Ort                | Region                                       | Land                   |
| ---- | ---- | ---------------------------- | ------------------ | -------------------------------------------- | ---------------------- |
| KXA  | –    | Kasaan Seaplane Base         | Kasaan             | Alaska                                       | USA                    |
| KXD  | USHK | Flughafen Kondinskoje        | Kondinskoje        | Autonomer Kreis der Chanten und Mansen/Jugra | Russland               |
| KXE  | FAKD | Flughafen Klerksdorp         | Klerksdorp         | Nordwest                                     | Südafrika              |
| KXF  | NFNO | Flughafen Koro               | Koro               | Lomaiviti                                    | Fidschi                |
| KXK  | UHKK | Flughafen Komsomolsk am Amur | Komsomolsk am Amur | Region Chabarowsk                            | Russland               |
| KXR  | –    | Flugplatz Karoola            | Karoola            | Bougainville                                 | Papua-Neuguinea        |
| KXU  | NTKT | Flughafen Katiu              | Katiu              | Tuamotu-Archipel                             | Französisch-Polynesien |

## KY
| IATA | ICAO | Flughafen                               | Ort       | Region            | Land            |
| ---- | ---- | --------------------------------------- | --------- | ----------------- | --------------- |
| KYA  | LTAN | Flughafen Konya                         | Konya     | Konya             | Türkei          |
| KYD  | RCLY | Flughafen Lan Yu                        | Lan Yu    | Landkreis Taitung | Taiwan          |
| KYE  | OLKA | René-Moawad-Flughafen                   | Tripoli   | Nord-Libanon      | Libanon         |
| KYF  | YYLR | Flugplatz Yeelirrie                     | Yeelirrie | Western Australia | Australien      |
| KYI  | YYTA | Flugplatz Yalata                        | Yalata    | South Australia   | Australien      |
| KYK  | PAKY | Flugplatz Karluk                        | Karluk    | Alaska            | USA             |
| KYO  | –    | Tampa North Aero Park                   | Tampa     | Florida           | USA             |
| KYP  | VYKP | Flughafen Kyaukpyu                      | Kyaukpyu  | Rakhaing-Staat    | Myanmar         |
| KYS  | GAKY | Aéroport international de Kayes Dag Dag | Kayes     | Kayes             | Mali            |
| KYT  | VYKU | Flugplatz Kyauktu                       | Kyauktu   | Magwe-Region      | Myanmar         |
| KYU  | PFKU | Flughafen Koyukuk                       | Koyukuk   | Alaska            | USA             |
| KYX  | AYYE | Flugplatz Yalumet                       | Yalumet   | Morobe Province   | Papua-Neuguinea |
| KYZ  | UNKY | Flughafen Kysyl                         | Kyzyl     | Tuwa              | Russland        |

## KZ
| IATA | ICAO | Flughafen                 | Ort             | Region          | Land            |
| ---- | ---- | ------------------------- | --------------- | --------------- | --------------- |
| KZB  | –    | Zachar Bay Seaplane Base  | Zachar Bay      | Alaska          | USA             |
| KZC  | VDKH | Flughafen Kompong-Chhnang | Kompong-Chhnang | Kampong Chhnang | Kambodscha      |
| KZD  | VDSY | Flugplatz Krakor          | Krakor          | Pursat          | Kambodscha      |
| KZF  | AYKT | Flugplatz Kaintiba        | Kaintiba        | Gulf Province   | Papua-Neuguinea |
| KZG  | EDGY | Flugplatz Kitzingen       | Kitzingen       | Bayern          | Deutschland     |
| KZI  | LGKZ | Flughafen Kozani          | Kozani          | Westmakedonien  | Griechenland    |
| KZN  | UWKD | Flughafen Kasan           | Kasan           | Tatarstan       | Russland        |
| KZO  | UAOO | Flughafen Qysylorda       | Qysylorda       | Qysylorda       | Kasachstan      |
| KZR  | LTBZ | Flughafen Kütahya-Zafer   | Kütahya         | Kütahya         | Türkei          |
| KZS  | LGKJ | Flughafen Kastelorizo     | Kastelorizo     | Südliche Ägäis  | Griechenland    |